# Dolores O’Riordan

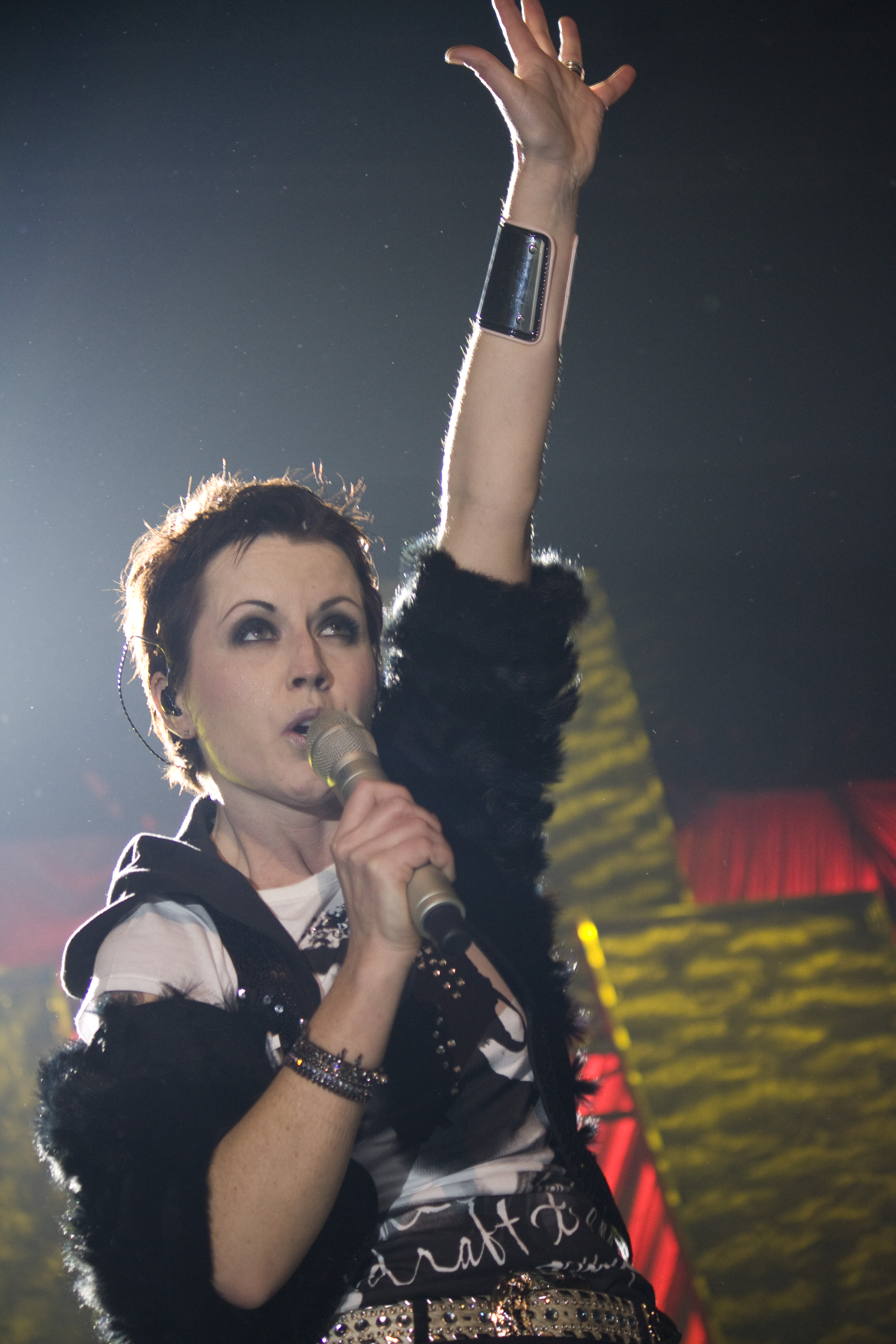
Dolores O’Riordan (2010)

Dolores Mary Eileen O’Riordan [dəˈlɔːəs  əʊˈrɪədən] (* 6. September 1971 in Ballybricken, County Limerick; † 15. Januar 2018 in London) war eine irische Sängerin und Songwriterin. Sie wurde als Leadsängerin der Rockband The Cranberries bekannt.

## Leben
Dolores O’Riordan wuchs als die Jüngste von sieben Geschwistern in ihrem Geburtsort auf, wo sie auch im Kirchenchor sang. Später zog sie ins nahe Limerick. 1990 wurde sie Frontsängerin der Band The Cranberries, die sich zu der Zeit noch Cranberry Saw Us nannte, und wurde dort zur wichtigen Songwriterin. Die Sängerin, die nach eigenen Angaben unter anderem an einer Essstörung, depressiven Episoden sowie den Folgen sexuellen Missbrauchs in ihrer Kindheit litt, begann 1994 nach einem Nervenzusammenbruch eine Psychotherapie. Im selben Jahr heiratete sie Don Burton, den ehemaligen Tourmanager von Duran Duran. Das Paar zog 1998 auf eine Farm in Kilmallock nahe Charleville. 1999 sprach sie in einer Talksendung des britischen Fernsehens davon, eine „behütete Kindheit“ gehabt zu haben.
O’Riordans katholischer Glaube beeinflusste auch ihr musikalisches Schaffen. So trat sie 2001, 2002, 2005 und 2013 beim Weihnachtskonzert im Vatikan auf und sang 2004 die Titelmelodie Ave Maria zum Film Die Passion Christi. Im September 2003 erkrankte ihre Schwiegermutter schwer, weswegen Burton und O’Riordan nach Howth in der Nähe von Dublin zogen. Unter diesen Umständen war ein Weiterarbeiten für O’Riordan nicht möglich, und die Cranberries trennten sich. Kurz darauf starb ihre Schwiegermutter.
2007 startete O’Riordan eine Solokarriere. Auch arbeitete sie einige Male mit anderen Künstlern wie Zucchero, Luciano Pavarotti und Jam & Spoon zusammen. Ihr erstes Soloalbum Are You Listening? erschien 2007. Es verkaufte sich weltweit 300.000 Mal. 2008 gehörte sie zu den zehn Preisträgern des European Border Breakers Awards (EBBA), die anlässlich der Midem in Cannes für ihre Erfolge im Ausland ausgezeichnet wurden. Ab 2009 arbeitete sie erneut mit den Cranberries zusammen. Zu der Zeit hatte sie ihren Lebensmittelpunkt in die Nähe des Buckhorn Lake im kanadischen Peterborough County verlegt, wo Burton und sie schon seit 1994 ein Haus besaßen.

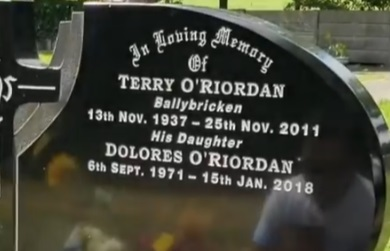
Dolores O’Riordans Grabstein

2011 starb O’Riordans Vater. Bei seiner Beerdigung traf sie erstmals nach Jahren wieder auf jenen Freund ihrer Eltern, der sie in ihrer Kindheit sexuell missbraucht hatte, was sie zusammen mit dem Verlust ihres Vaters schwer erschütterte. Nach einem Suizidversuch 2013 wurde festgestellt, dass die Sängerin an einer bipolaren affektiven Störung litt. Im September 2014 trennten sich Burton und O’Riordan. Die drei gemeinsamen Kinder blieben nach der Scheidung beim Vater in Kanada, während O’Riordan nach New York City zog, wo sie zunächst in Hotels lebte. Im November 2014 wurde sie am Flughafen Shannon vorübergehend verhaftet, nachdem sie auf einem Transatlantikflug alkoholisiert eine Stewardess verletzt und später einen Polizisten angespuckt und tätlich angegriffen hatte. Im Dezember 2015 bekannte sie sich vor dem Bezirksgericht von Ennis schuldig; ihr Anwalt verwies erklärend auf ihren schlechten psychischen Zustand zum Zeitpunkt des Vorfalls. Ab 2014 arbeitete sie gemeinsam mit Andy Rourke und ihrem neuen Partner Olé Koretsky am Musikprojekt D.A.R.K., dessen erstes Album 2016 veröffentlicht wurde.
Im Januar 2018 ertrank Dolores O’Riordan im Alter von 46 Jahren in einer Hotelbadewanne in London. Sie hatte sich für Studioaufnahmen in der britischen Hauptstadt aufgehalten. Einige Tage später war der Umzug in ihr gerade erworbenes neues Haus in Murroe, County Limerick geplant. Die dort gelegene Benediktiner-Abtei Glenstal Abbey hatte für sie eine inspirierende Wirkung.
Bei der Obduktion wurde eine Alkoholvergiftung von 3,3 Promille festgestellt. Zudem wurden verschriebene Medikamente vorgefunden, die beim Tod aber keine Rolle gespielt haben sollen. Die zuständige Rechtsmedizinerin ordnete das Geschehen als Unfall ein. O’Riordan wurde am 23. Januar 2018 in ihrem Geburtsort Ballybricken neben ihrem Vater Terry beerdigt. 2019 erschien das letzte Cranberries-Album In the End, das O’Riordan noch eingesungen hatte.

## Diskografie als Solokünstlerin

### Alben
- 2007: Are You Listening?
- 2009: No Baggage

### Singles
- 2007: Ordinary Day
- 2007: When We Were Young, nur als Promosingle, weil die zuständige Plattenfirma Sanctuary Records kurz vor der Veröffentlichung in Konkurs ging
- 2009: The Journey
- 2013: Senza Fiato feat. Negramaro

### Weitere Veröffentlichungen
- 2017: Angela’s Song (Titelsong zu Angelas Weihnachten)